# Mujunkum
Die Mujunkum-Wüste (kasachisch Мойынқұм Mojynqum; russisch Муюнкум Mujunkum) befindet sich in Zentralasien im Süden von Kasachstan.
Sie reicht vom Flusslauf des Tschüi im Norden bis zum Qaratau und Kirgisischen Gebirge im Süden. Ihre Höhenlage variiert zwischen 300 m im Norden und bis zu 700 m im Südosten.
Es herrscht kontinentales Wüstenklima. Die Temperaturen erreichen im Januar Werte zwischen −6 und −9,6 °C. Im Juli liegen sie bei 26 °C.
Typische Pflanzenvertreter sind: Saxaul-Büsche, Tragant, Beifuß und Sauergrasgewächse. In Senken wachsen Calligonum und Agropyron.